# Szegő Katalin
Szegő Katalin (írói álneve: Eszká; Nagyvárad, 1933. február 18. – Nagyvárad, 2005. június 16.) magyar filozófiai szakíró, egyetemi oktató. Szegő György felesége.

## Életútja
1951-ben végezte szülővárosában a tanítóképzőt, majd a Bolyai Tudományegyetem Történelem–Filozófia Karán szerzett egyetemi oklevelet 1955-ben. 1977-ben elnyerte a filozófiai tudományok doktora címet, doktori értekezésének témája Somló Bódog társadalomfilozófiája volt.
1955–69 között a Bolyai Tudományegyetem, majd a BBTE filozófia tanszékén tanársegéd, 1969 után docensként filozófiatörténetet, erkölcstant, logikát adott elő. 1998-tól Nagyváradon, a Partiumi Keresztény Egyetem újonnan létesített filozófia tanszékén volt professzor.

## Szakírói munkássága
Első írása 1958-ban a Korunkban jelent meg; tanulmányait, esszéit a Studia Universitatis Babeş–Bolyai, Korunk, A Hét, Dolgozó Nő, Igazság, Tribuna közölte. Nagyobb tanulmányai jelentek meg a Látóhatár c. gyűjteményben (Bukarest, 1973), valamint a Ştiinţă, filozofie, ideologie (Bukarest, 1974), Teme hegeliene (Kolozsvár, 1982) c. kötetekben. Társszerzője több, a líceumok számára írt logika, filozófia és lélektan tankönyvnek.
Válogatta, bevezető tanulmánnyal látta el és szerkesztette:
- Spinoza: Politikai tanulmány és levelek (Bukarest, 1979);
- Pascal: Gondolatok (Bukarest, 1982);
- Henri Bergson: A nevetés (Bukarest, 1992);
- Machiavelli A Fejedelem (Bukarest, 1993);
- Friedrich Nietzsche: A tragédia születése avagy görögség és pesszimizmus (Bukarest–Kolozsvár, 1994) c. Téka-köteteket;
- A Remekírók Diákkönyvtára c. sorozat számára a Reneszánsz gondolkodók (Kolozsvár, 1995) és A felvilágosodás gondolkodói (Kolozsvár, 1996) c. válogatásokat;
- Gondozásában jelent meg Somló Bódog válogatott filozófiai tanulmányainak kötete (Kolozsvár, 1998).

Tanulmányait Gondolatutak (Kolozsvár, 2003) c. kötetében jelentették meg tanítványai.